# حسين جنكيز
حسين جنكيز (بالتركية: Hüseyin Cengiz)‏ هو لاعب كرة قدم تركي في مركز نصف الجناح، ولد في 25 يوليو 1984 في Lochem ‏ في هولندا. لعب مع أغوف أبيلدورن وأوفتاس سبور ودي غرافشاب ونادي في بي.

## وصلات خارجية
- حسين جنكيز على موقع اتحاد تركيا (لاعب) (الإنجليزية)
- حسين جنكيز على موقع قاعدة بيانات كرة القدم.إي يو (الإنجليزية)